# Cindy Brogdon
Cinderella Jane « Cindy » Brogdon, née le 25 février 1957 à Buford, en Géorgie, est une ancienne joueuse américaine de basket-ball.

## Biographie
Commençant sa carrière universitaire avec les Bears de Mercer, elle rejoint en 1977 son ancienne coéquipière des Jeux olympiques 1976 Pat Head qui dirige les Lady Vols de l'université du Tennessee. Les Américaines remportent la médaille d'argent lors de ce premier tournoi olympique féminin. Avec les Lady Vols, elle est élue à deux reprises au sein du Kodak All-American. Cela fait suite à un précédent Kodak All-American obtenu en 1976 lorsqu'elle évolue avec Mercer. Ses statistiques universitaires sont de 3 204 points et 1,028 rebonds. 
Elle effectue ensuite deux saisons au sein de la Women's Professional Basketball League (WBL).

## Palmarès
- Finaliste des Jeux olympiques 1976